# Triphosa corrasata
Triphosa corrasata là một loài bướm đêm trong họ Geometridae.